# Lou Jones
Louis Woodard Jones, III (New Rochelle, 15 januari 1932 - Bronx, 3 februari 2006) was een Amerikaans atleet.

## Biografie
Jones liep tweemaal een wereldrecord over 400 meter.
Tijdens de Olympische Zomerspelen 1956 in het Australische Melbourne won hij de gouden medaille op de 4 x 400 meter estafette, op de 400 meter eindigde hij als vijfde.

## Palmares

### 4x400 m estafette
- 1956:  OS - 3.04,8

### 400 m
- 1956: 5e OS - 48,1

## Persoonlijke records
| Onderdeel | Prestatie | Datum        | Plaats      |
| --------- | --------- | ------------ | ----------- |
| 400m      | 45,2      | 30 juni 1956 | Los Angeles |

1912: Sheppard, Lindberg, Meredith, Reidpath ·
1920: Griffiths, Lindsay, Ainsworth-Davis, Butler ·
1924: Cochran, Helffrich, MacDonald, Stevenson ·
1928: Baird, Alderman, Spencer, Barbuti ·
1932: Fuqua, Ablowich, Warner, Carr ·
1936: Wolff, Rampling, Roberts, Brown ·
1948: Harnden, Bourland, Cochran, Whitfield ·
1952: Wint, Laing, McKenley, Rhoden ·
1956: Jenkins, Jones, Mashburn, Courtney ·
1960: Yerman, Young, G. Davis, O. Davis ·
1964: Cassell, Larrabee, Williams, Carr ·
1968: Matthews, Freeman, James, Evans ·
1972: Asati, Nyamau, Ouko, Sang ·
1976: Frazier, Brown, Newhouse, Parks ·
1980: Valiulis, Linge, Tsjernetski, Markin ·
1984: Nix, Armstead, Babers, McKay ·
1988: Everett, Lewis, Robinzine, Reynolds ·
1992: Valmon, Watts, Johnson, Lewis ·
1996: Harrison, Smith, Mills, Maybank ·
2000: Bada, Chukwu, Monye, Udo-Obong  ·
2004: Harris, Brew, Wariner, Williamson ·
2008: Merritt, Taylor, Neville, Wariner ·
2012: Brown, Pinder, Mathieu, Miller ·
2016: Hall, McQuay, Roberts, Merritt ·
2020: Cherry, Norman, Deadmon, Benjamin ·
2024: Bailey, Norwood, Deadmon, Benjamin